# IBF Arena
|  |

Sala A (în daneză Hal A), denumită începând din 2014, din motive de sponsorizare, Arena IBF (în daneză IBF Arena), situată în Stadion Allé 2B, este o sală de sport din Ikast, Danemarca. Parte a complexului sportiv multifuncțional Centrul Sportiv Ikast (în daneză Sportscenter Ikast), este folosită ca bază locală pentru echipele masculine și feminine de handbal, volei, gimnastică, badminton și tenis din oraș, precum Ikast Håndbold.
Sala A (fosta Ikast-Brande Arena), în care Ikast Håndbold își desfășoară meciurile de pe teren propriu, a fost proiectată de către biroul de arhitectură Friis & Moltke, construită în 1968 și renovată în 2004. Sala poate găzdui 2.500 spectatori pe scaune și 300 în picioare la jocurile de echipă în sală și dispune de 12 vestiare. La etajul I se află un salon cu o capacitate de 225 de persoane iar la etajul II se află șase loje cu vedere la terenul de joc, o sală de evenimente și birourile clubului Ikast Håndbold.
Lângă Sala A (IBF Arena) și conectate de aceasta se află Sala B (în daneză Hal B), construită la începutul anilor '80 și Sala C (în daneză Hal C), construită în 2009 fiecare cu o capacitate de 200 de spectatori pe scaune folosite în principal pentru handbal, volei, baschet, fotbal în sală și badminton.